# José Prieto
José Prieto, född 24 april 1946, är en spansk bågskytt. Han deltog vid olympiska sommarspelen 1984.